# Siegburger SV 04
Maillots
Dernière mise à jour : 20 avril 2011.
Le Siegburger SV 04 est un club sportif allemand localisé à Siegburg, en Rhénanie du Nord/Westphalie.

## Histoire (football)

ancien logo du Siegburger SV 04

Le club fut fondé en 1904 sous le nom de Siegburger FC 04.
En 1906, un autre cercle apparut dans la localité: le FC Adler Siegburg. Le 9 juillet 1909, les deux clubs fusionnèrent pour former le Siegburger SV 04. La même année, le nouveau club fusionné absorba le VfB Siegburg.
Le SSV 04 évolua de manière relativement discrète dans les ligues inférieures jusqu’au terme de la Seconde Guerre mondiale.
En 1945, le club fut dissous par les Alliés, comme tous les clubs et associations allemands (voir Directive n°23). Il fut rapidement reconstitué.
En 1947, le Siegburger SV 04 accéda à la Rheinbezirksliga, une ligue à cette époque située au 2e niveau d’un football allemand qui comme le reste du pays était en pleine reconstruction. Le club descendit en 1949, mais remonta directement. La ligue était alors devenue la Landesliga Mittelrhein (partagée en plusieurs groupes) et se situait au 3e rang.
En 1956, le SSV 04 manqua de se qualifier pour faire partie du 3e niveau ramené à une seule série et rebaptisé Verbandsliga Mittelrhein. Il monta dans cette ligue en 1958 et en conquit le titre en 1961 et gagna dans la foulée le tour final pour la montée en 2. Oberliga. Mais le cercle renonça à la promotion. . Lors du Championnat d’Allemagne Amateur pour lequel il était qualifié, le club atteignit la finale mais s’y inclina contre le Kieler SV Holstein Amateure. Durant ce match, alors que le score était de 2-1 en faveur de l’équipe du Schleswig-Holstein, Siegburg 04 perdit un de ses joueurs, Jochen Alda qui sévèrement blessé dut être emmené à l’hôpital. Le club du Mittelrhein s’inclina finalement 5-1.
Relégué au 4e niveau (Landesliga) en 1968, le Siegburger SV 04 remonta en Verbandsliga Mittelrhein cinq saisons plus tard.
En 1977, le club termina vice-champion en Verbandsliga Mittelrhein, derrière le 1. FC Köln Amateure et fut ainsi qualifié pour le tour final pour la montée en 2. Bundesliga. Il termina 2e de son groupe derrière le Rot-Weiss Lüdenscheid. Comme un club de la Westdeutscher Fußball-und Leichtathletikverband (WFLV), le DSC Arminia Bielefeld avait gagné de droit d’accéder à la Bundesliga, une troisième place montante fut attribuée vers le 2e niveau. Siegburger 04 disputa un barrage contre le 1. FC Bocholt. Battu deux fois sur le même score (1-0), le SSV 04 ne fut pas promu.
En 1978, le Siegburg SV 04 se qualifia pour une nouvelle ligue créée au 3e étage de la pyramide du football allemand: l’Oberliga Nordrhein. Après deux saisons en milieu de classement, le club se classa dernier en 1981 et fut relégué. Le cercle joua ensuite à l’ascenseur. Montant en 1982, il redescendit aussitôt mais remonta en 1984. Il préserva son maintien de justesse l’année suivante mais fut de nouveau relégué en 1986.
En 1990, le SSV 04 glissa en Landesliga Mittelrhein alors située au 5e niveau. En 1994, à la suite de l’instauration des Regionalligen au 3e étage toutes les ligues inférieures reculèrent d’un rang. Siegburg 04 remonta du 6e vers le (e niveau (Verbandsliga Mittelrhein) de 1996 à 1999. Ensuite, il ne dépassa la plus la Landesliga Mittelrhein
En 2010, le Siegburger SV 04 évolue en Landesliga Mittelrhein (Groupe 1), soit au 7e niveau de la hiérarchie de la DFB.

## Palmarès
- Vice-champion d’Allemagne Amateur: 1961
- Champion de la Verbandsliga Mittelrhein: 1961.

## Sources et Liens externes
- Website officiel du Siegburger SV 04
- Hardy Grüne, Christian Karn: Das große Buch der deutschen Fußballvereine. AGON-Sportverlag, Kassel 2009,  (ISBN 978-3-89784-362-2).
- Archives des ligues allemandes depuis 1903
- Base de données du football allemand
- Actualités et archives du football allemand
- Site de la Fédération allemande de football